# 城关镇 (汝阳县)
城关镇，是中华人民共和国河南省洛陽市汝阳县下辖的一个乡镇级行政单位。

## 行政区划
城关镇下辖以下地区：
东街社区、西街社区、南街社区、北街社区、古严社区、城东村、云梦村、武湾村、洛峪村、三角村、河西村、杨庄村、郜元村、洪涧村、井沟村、张河村、罗沟村、寺湾村和青气村。